# František Wanka
František Wanka (18. ledna 1790 Plzeň – 5. července 1869 Plzeň) byl český právník a podnikatel, první purkmistr města Plzně zvolený v lidovém hlasování. Ve městě působil také jako kriminální aktuár.

## Život

### Mládí
Narodil se v rodině Františka Wanky a jeho ženy Barbory, rozené Pernerové, v Plzni. Získal právní vzdělání, následně se vrátil do Plzně a začal podnikat.

### Měšťan

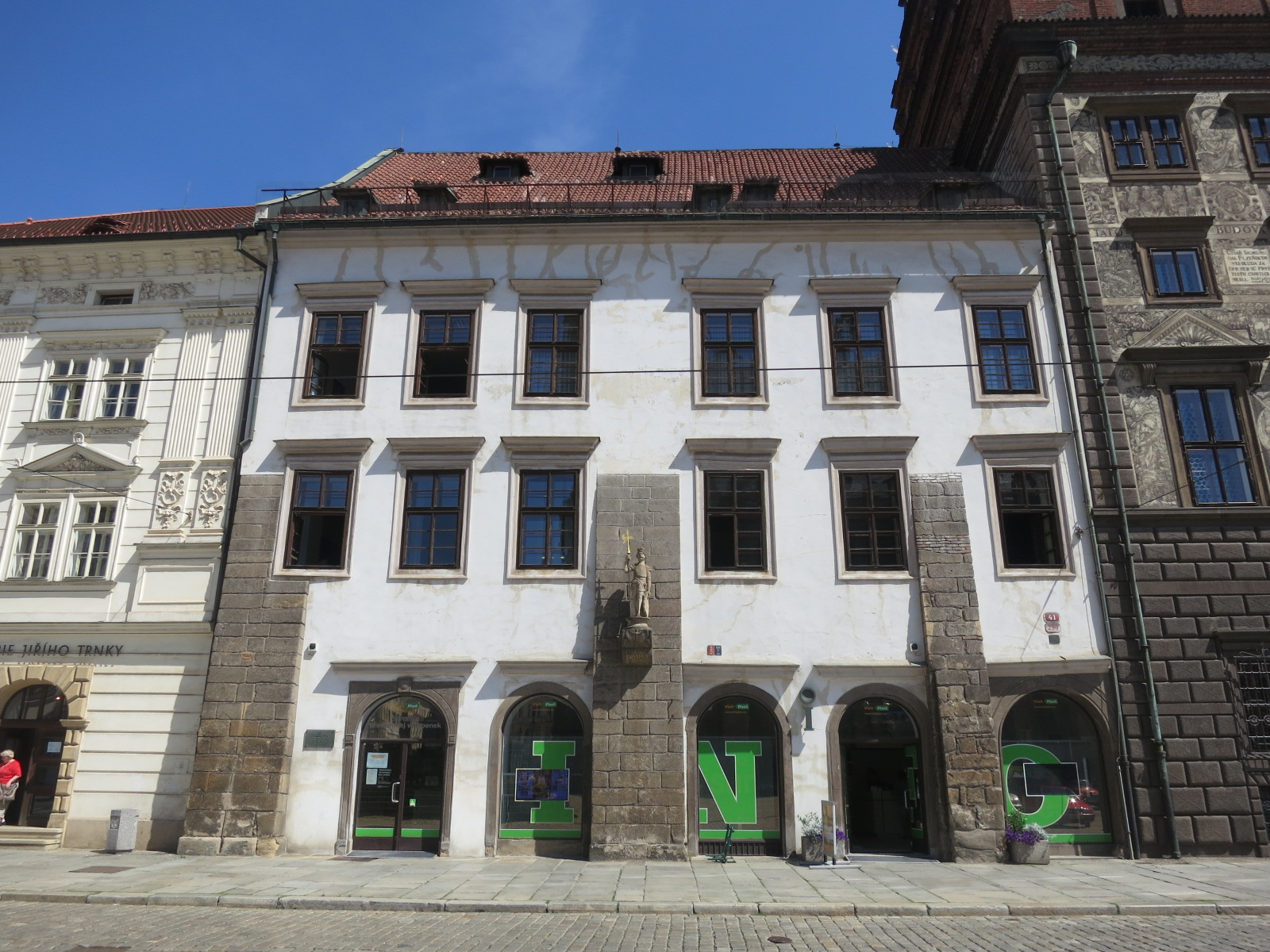
Císařský dům na náměstí

Ve 30. letech 19. století se stal, trvalým či přechodným, majitelem domů U Bílé růže (vedle radnice) a přilehlého domu č. p. 3, Císařského domu na hlavním náměstí a dalších. Postupně se stal též majitelem černouhelných dolů v okolí města, nájemcem městských hutí a hamrů v Horomyslicích, Chrástu a Hradišti a patřil k nejbohatším občanům města.
Při požáru věže chrámu sv. Bartoloměje roku 1835 s nasazením vlastního života pomohl zabránit rozšíření ohně na hlavní část budovy. Roku 1842 se stal jedním ze zakladatelů Měšťanského pivovaru (Plzeňský Prazdroj). V letech 1839-1848 byl členem c. k. priv. ostrostřeleckého pluku, kde dosáhl hodnosti majora. Účastnil se červnových událostí roku 1848. Přihlásil se k Národní stráži a 7. prosince 1848 byl jmenován podplukovníkem.

### Purkmistr Plzně
Na základě vyhlášení tzv. Březnové ústavy císařem Františkem Josefem I. roku 1849 se roku 1850 mohly uskutečnit volby zajišťující podstatně svobodnější možnost k volební účasti i kandidatuře. Z těchto voleb vzešel František Wanka vítězně a 5. září 1850 se stal prvním purkmistrem města zvoleným v rámci takové volby.
Během výkonu funkce Františka Wanky došlo k realizaci velkého množství významných veřejných staveb či zakládání institucí:

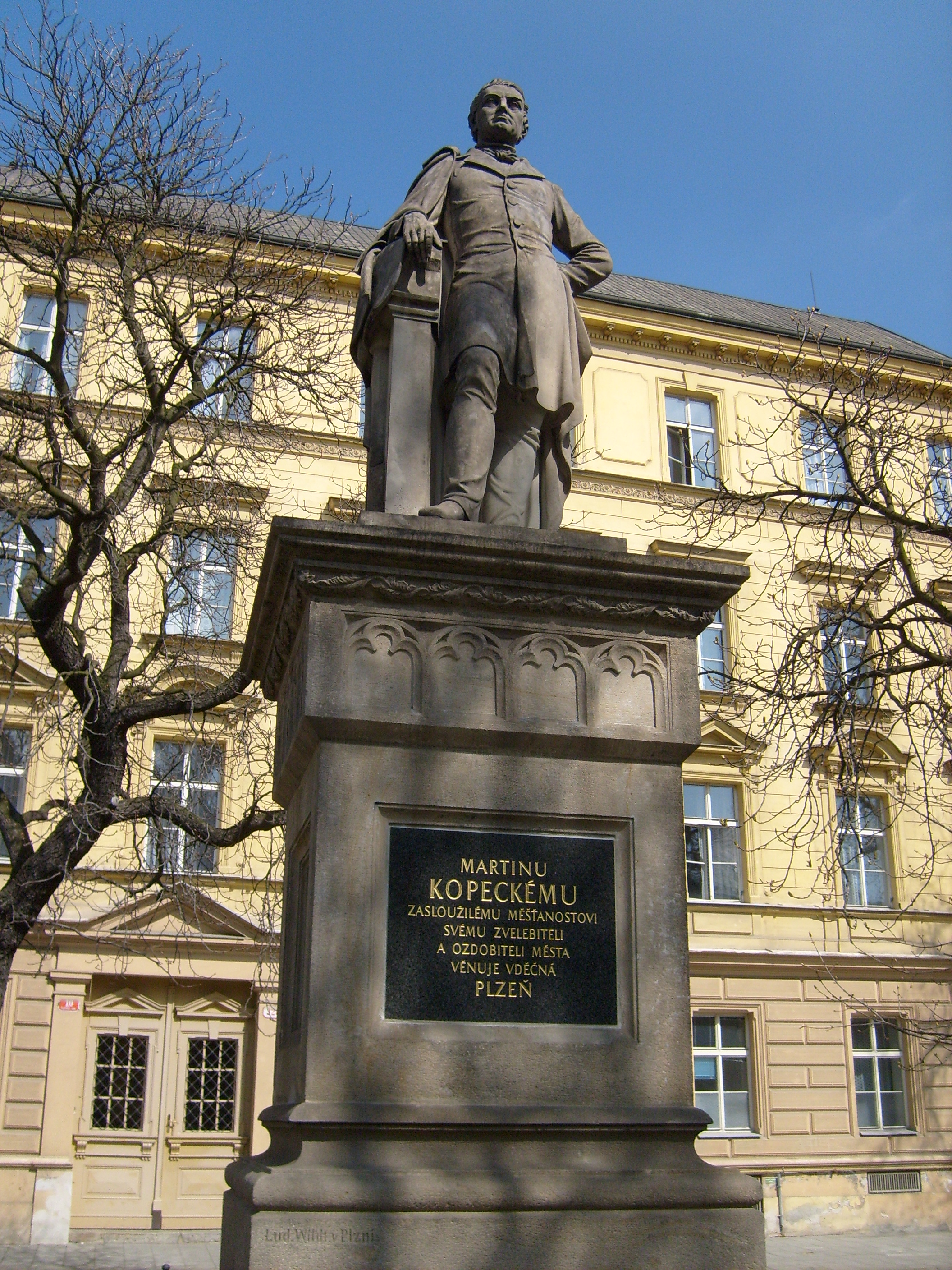
Pomník Martina Kopeckého

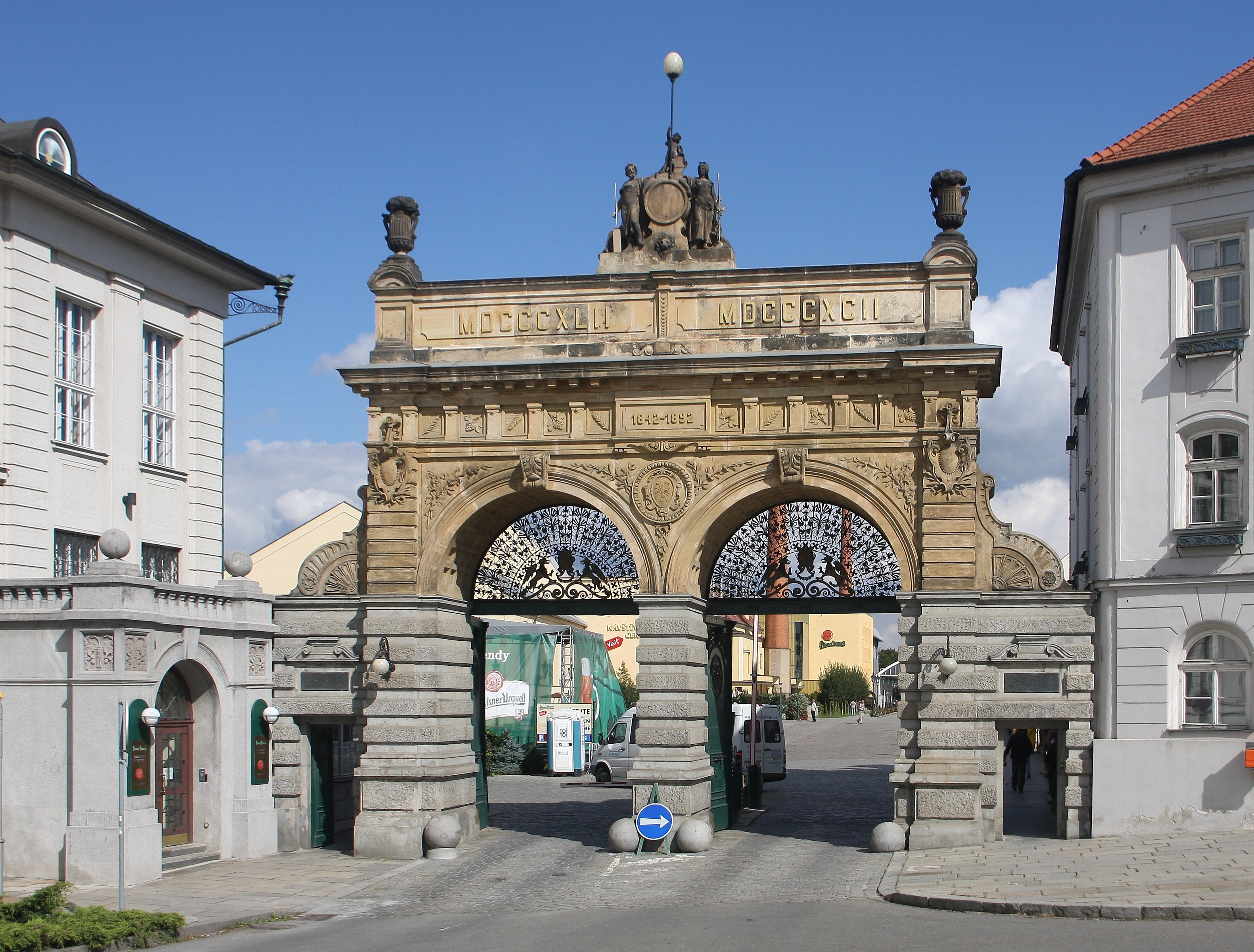
Brána Měšťanského pivovaru

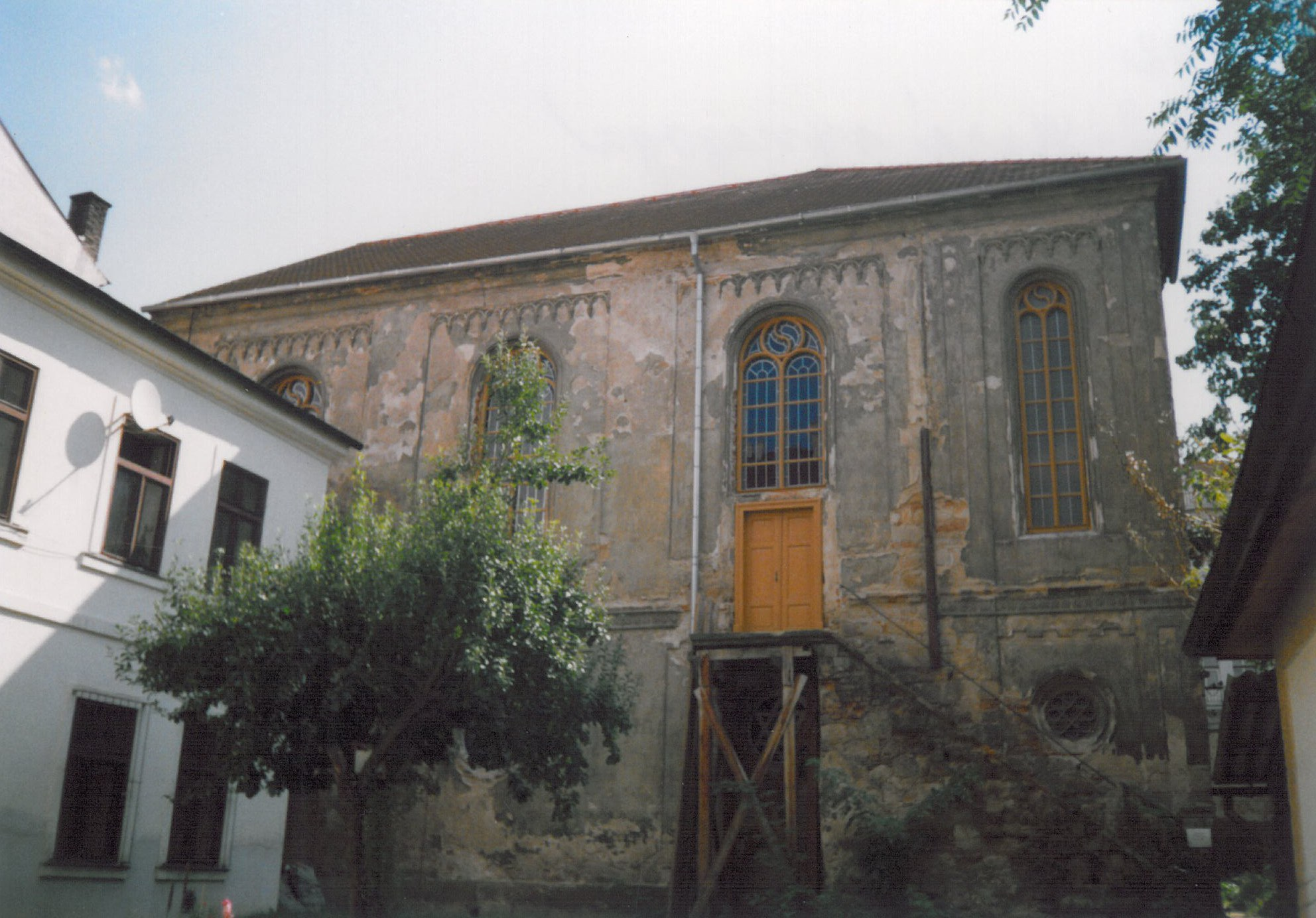
Stará synagoga v Plzni

- dokončení demolice hradeb a stavby Saského mostu přes Mži,
- úprava Mikulášského hřbitova
- vypracování obecní řádu
- odvedení prvního příspěvku města ke stavbě Národního divadla
- zlepšení čištění veřejných míst
- zřízení bratrské hornické pokladny
- velké opravy arciděkanského chrámu a Morového sloupu na náměstí
- položení základního kamene pro stavbu Staré synagogy
- opatřeny sochy pro výklenky ohradní zdi Františkánského kláštera
- založení městské spořitelny (Wanka byl prvním předsedou)
- výstavba městské plynárny a osvětlení ulic svítiplynovými lampami (1860, prvním nájemcem plynárny František Belani)
- převedení budovy městského divadla od pravovárečného výboru pod správu města (1857)
- započetí dláždění hlavního náměstí
- výstavba pomníku purkmistru Martinu Kopeckému v Kopeckého sadech v místě někdejších hradeb (Wanka byl předsedou výboru)
- demolice památkově cenného gotického Říhovského domu na náměstí
- necitelná správa městských archiválií (částečně zachráněny archiváři Ignácem Schieblem a Martinem Hruškou)

V otázce česko-německých kulturních sporů zaujímal v úřadu František Wanka neutrální postoje. Funkci purkmistra vykonával do 20. února 1861. V nových volbách se stal členem zastupitelstva, nikoliv však vládnoucí městské rady. V úřadu jej vystřídal později na německý kulturní vliv orientovaný MUDr. Jan Maschauer.

### Úmrtí
Zemřel 5. července 1869 v Plzni ve věku 79 let a byl zde pohřben v kryptě Kostela Nejsvětějšího Jména Ježíš zvané též U Ježíška.

### Rodinný život
František Wanka byl celkem třikrát ženatý. Roku 1818 se oženil s Evou Gradlovou, která roku 1824 zemřela. Téhož roku si Wanka vzal Zuzanu Schäferovou, ta však umírá roku 1842. Třetí manželkou mu byla Anna Hübschová, která zemřela rok před Wankovou smrtí, v roce 1878. Wanka byl otcem celkem pěti děti: František Xaver Štěpán, Zuzana Marie, Marie Ludmila, Agripina Ludmila Františka Komárková a Karel Josef Jindřich. Syn František Wanka mladší se stal vojákem, posléze velkostatkářem a poslancem Českého zemského sněmu a Říšské rady. Dcera Zuzana Marie byla manželkou bohatého plzeňského obchodníka a majitele cihelny v Bolevci Karla Klotze.
Na jeho počest byla po Františku Wankovi roku 1855 pojmenována též jedna z ulic na nově vznikajícím Jižním předměstí nedaleko městských sadů, Wankova (později Jungmannova).